# 11702 Міфішер
11702 Міфішер (11702 Mifischer) — астероїд головного поясу, відкритий 31 березня 1998 року.
Тіссеранів параметр щодо Юпітера — 3,571.
Названо на честь Міп Гіз (нід. Miep Gies),1909-2010, уроджена Херміна Зантрускітц (нім. Hermine Santruschitz) — голландка австрійського походження, яка з 1942 по 1944 роки допомагала переховувати Анну Франк в окупованому фашистською Німеччиною Амстердамі.